# Ascorhynchus corderoi
Ascorhynchus corderoi är en havsspindelart som beskrevs av du Bois-Reymond Marcus, E. 1952. Ascorhynchus corderoi ingår i släktet Ascorhynchus och familjen Ammotheidae. Inga underarter finns listade i Catalogue of Life.